# Orthostixis impura
Orthostixis impura är en fjärilsart som beskrevs av Louis Beethoven Prout 1916. Orthostixis impura ingår i släktet Orthostixis och familjen mätare. Inga underarter finns listade i Catalogue of Life.